# 99 – Wer schlägt sie alle?
99 – Wer schlägt sie alle? (in den Staffeln 1 bis 4 mit dem Titel 99 – Eine:r schlägt sie alle!) ist eine von der Fabiola GmbH produzierte und bei Sat.1 ausgestrahlte Spielshow, in der 100 Kandidaten in 99 Runden um ein Preisgeld in Höhe von 99.000 Euro spielen. Die Show ist eine Adaption des belgischen Originalformats Homo Universalis.

## Produktion
Die ersten beiden Staffeln der Sendung wurden im Gashouder Amsterdam aufgezeichnet. Von Oktober bis Dezember 2022 fanden die Dreharbeiten zur dritten und vierten Staffel in der Kraftzentrale im Landschaftspark Duisburg-Nord statt. Die fünfte Staffel wurde von Ende Mai bis Anfang Juni 2024 erneut in den Niederlanden produziert.
Der Sendungstitel enthielt in den ersten vier Staffeln einen Gender-Doppelpunkt. Während der Moderationen wird vorwiegend geschlechtergerechte Sprache verwendet; analog werden die Teilnehmenden zu Beginn jeder Spielrunde mit „Liebe Alle!“ angesprochen.
Es gibt keine spezielle Titelmusik, im Vor- und Abspann ist allerdings häufig Unstoppable von Sia zu hören.

## Ablauf
100 Kandidaten treten in einem arenenhaften Studio in 99 Spielrunden gegeneinander an. Zu Beginn stehen sie zusammen im Kreis auf einem weißen Lichtpunkt. In jeder Spielrunde muss eine vermeintlich simple Aufgabe gelöst werden – etwa einen Luftballon so lange aufblasen, bis er platzt; eine bestimmte Zeitdauer möglichst genau abschätzen oder ein Kartenhaus bauen. Teilweise werden auch Teamspiele gespielt, bei denen das jeweilige Verliererteam so lange geteilt wird, bis schließlich nur noch zwei oder drei Spieler übrig sind, zwischen denen sich die Spielrunde entscheidet. Der Kandidat, der zum Absolvieren der Herausforderung die meiste Zeit benötigt hat bzw. sie nicht meistern konnte oder am weitesten von der gesuchten Lösung entfernt ist, muss die Show verlassen. Dazu bekommt jeder Ausgeschiedene in der Mitte des Kreises eine große Pappe mit seiner Platzierung und wird von den übrigen Mitspielern unter Applaus verabschiedet. Der Lichtpunkt im Kreis bleibt danach leer und wird rot eingefärbt. Nach 98 Spielrunden kommt es zum finalen Duell der beiden zum Schluss verbliebenen Teilnehmer. Wer das Finale gewinnt, erhält das Preisgeld von 99.000 Euro.
Zwischen den Spielrunden kommen einzelne Mitspieler zu Wort und gelegentlich werden Bewerbungsvideos der Kandidaten eingespielt. Von der zweiten bis zur vierten Staffel wurden die Interviews auch backstage geführt; in der vierten Staffel filmten sich die Kandidaten hinter den Kulissen teilweise selbst. In den ersten vier Staffeln wurden in Interviews Bauchbinden mit Vornamen, Alter und Beruf eingeblendet; seit der 5. Staffel gibt es keine Bauchbinden mehr und die Interviews werden meist durch die Moderatorin in der Spielhalle bzw. noch während der aktiven Spielrunde in der „Safety Zone“ bei den Kandidaten geführt, die die Aufgabe bereits absolviert haben.
Wer meint, die Aufgabe gelöst zu haben, muss sich – sofern notwendig – per Handzeichen melden. Dann überprüfen Schiedsrichter (in der Show anfangs „Marshals“ genannt) das Ergebnis. Bei Regelverstößen muss die Aufgabe gegebenenfalls von vorn bearbeitet werden. Hin und wieder wird die Anforderung für die letzten Spieler jeder Runde vereinfacht. Wenn sich keine eindeutige Entscheidung über den Verlierer einer Spielrunde treffen lässt, kommt es zum Stechen.
Kommentiert wird das Spielgeschehen vom Moderationsduo von einer erhöht gebauten Plattform vom Rand der Arena. Auf Knopfdruck sind die Moderatoren auch in der Halle zu hören.

## Staffel 1
An der ersten Staffel nahmen Kandidaten im Alter zwischen 18 und 73 Jahren teil. Die Ausstrahlung erfolgte freitags in drei Folgen vom 9. bis 30. Juli 2021, wobei in der ersten Folge die Platzierungen 100 bis 68, in der zweiten 67 bis 35 und in der dritten die übrigen Platzierungen gezeigt wurden.
Im finalen Duell gewann der 21-jährige Rami gegen Dustin im Jenga und erhielt die Siegprämie von 99.000 Euro.
| Rang | Name          | Alter | letztplatziert beim Spiel                                                                                                  | Bemerkungen                               |
| ---- | ------------- | ----- | --- | ----------------------------------------- |
| 100  | Eveline       | 33    | blind einen Gymnastikball besetzen                                                                                         |                                           |
| 099  | Dayse         | 64    | Musiktitel dem richtigen Jahrzehnt zuordnen                                                                                |                                           |
| 098  | Rolf          | 48    | zwei Stoffbänder zusammennähen                                                                                             |                                           |
| 097  | Nico          | 28    | einbeinig auf einer Konservendose balancieren                                                                              |                                           |
| 096  | Gerry         | 20    | Fangen |                                           |
| 095  | Damir         | 63    | Trillerpfeife aus einem Eisblock auftauen und blasen                                                                       | Aufgabe 1                                 |
| 094  | Diny          | 73    | Luftballon durch Aufpusten zum Platzen bringen                                                                             |                                           |
| 093  | Akoth         | n. a. | zerschnittenes Sat.1-Logo zusammensetzen                                                                                   | wenigste korrekte Papierstreifen          |
| 092  | Kai           | 46    | Besen auf Zeige- und Mittelfinger balancieren                                                                              |                                           |
| 091  | Rüdiger       | 54    | drei Rollen Toilettenpapier abrollen                                                                                       |                                           |
| 090  | Tim Tula      | 21    | Häufigkeit des Buchstabens A in einem Diktat zählen                                                                        | ungenaueste Lösung                        |
| 089  | Ben           | 40    | Konfetti von einem Teppich fegen                                                                                           |                                           |
| 088  | Regina K.     | 22    | Puzzle mit Topfhandschuhen zusammensetzen                                                                                  |                                           |
| 087  | Jojo          | 21    | 99 Sekunden abschätzen | ungenaueste Lösung                        |
| 086  | Janos         | n. a. | Real- und Künstlernamen von Prominenten unterscheiden                                                                      | Aufgabe 2                                 |
| 085  | Lea           | 18    | 13,67 Meter von einem Seil abschneiden                                                                                     | ungenaueste Lösung                        |
| 084  | Ralf          | 53    | Nadel im Heu suchen |                                           |
| 083  | Cynthia       | 47    | Luftballon mit einem Papierkügelchen durch ein Blasrohr von einem Sockel schießen                                          |                                           |
| 082  | Claus         | 56    | Clownsnase aus einer PET-Flasche holen und aufsetzen                                                                       |                                           |
| 081  | Heike         | 39    | mit sich verkleinernden Teams und schließlich allein in einer Stoffmatte über die Ziellinie laufen                         | Entscheidung im Stechen                   |
| 080  | Fabian        | 21    | 50 unbeschädigte Zwiebelringe schneiden                                                                                    |                                           |
| 079  | Marieluise    | 66    | Nationalflaggen den passenden Kontinenten zuordnen                                                                         |                                           |
| 078  | Olga Maria    | 33    | Luftpolsterfolie in eine Papprolle stopfen                                                                                 |                                           |
| 077  | Patrik        | 33    | Duo mit unterschiedlichen Mützen bilden                                                                                    |                                           |
| 076  | Gerhard       | 73    | im Team Kartoffeln werfen und mit einer Gabel auffangen                                                                    | Entscheidung im Stechen                   |
| 075  | Linda         | 66    | Luftballon mit einem Nagel an einem selbstgebauten Brett zum Platzen bringen                                               |                                           |
| 074  | Ulrich        | 56    | Tischtennisball auf einem Maßband in eine Schüssel rollen lassen                                                           |                                           |
| 073  | Simone        | 21    | Blume mit einer Gartenschere an der Sprossachse festhalten                                                                 |                                           |
| 072  | David         | 41    | zwei Buntstifte jeweils bis zur Hälfte anspitzen                                                                           |                                           |
| 071  | Dominika      | 23    | zweite identische Socke in einem Klamottenhaufen finden                                                                    | Entscheidung im Stechen mit Unterstützung |
| 070  | Sandra M.     | 50    | 20 Schokolinsen mit einem Trinkhalm nach Farben sortieren                                                                  |                                           |
| 069  | Christophe    | 48    | aus Bierdeckeln ein vierstöckiges Kartenhaus bauen                                                                         |                                           |
| 068  | Svenja        | n. a. | Wert eines Glases voller 1-, 2- und 5-Cent-Münzen schätzen                                                                 | ungenaueste Lösung                        |
| 067  | Natalie       | 28    | Zahlenschloss durch Lösen einer Rechenaufgabe öffnen                                                                       |                                           |
| 066  | Heiko         | 56    | mit einem Kescher einen papiernen Schmetterling fangen                                                                     |                                           |
| 065  | Marlon        | 28    | Bonbon „kleinlutschen“ und in eine Flasche stecken                                                                         |                                           |
| 064  | Beata         | 41    | mit sich verkleinernden Teams Tauziehen                                                                                    | Entscheidung im Stechen                   |
| 063  | Isabelle      | 30    | tiefgefrorenes T-Shirt anziehen                                                                                            |                                           |
| 062  | Chau          | 31    | Erfindungen wie etwa das Tamagotchi und Disziplinarkarten zeitlich einordnen                                               |                                           |
| 061  | Marc          | 34    | Kartoffel mit möglichst langer ununterbrochener Schale schälen                                                             |                                           |
| 060  | Mona          | 27    | Schuhpaar an den Schnürsenkeln zusammenbinden und auf eine Leine werfen                                                    |                                           |
| 059  | Nadège        | 29    | Capture the Flag |                                           |
| 058  | Klaus         | 72    | Knabberartikel mit Essstäbchen sortieren                                                                                   |                                           |
| 057  | Michelle      | 22    | Kerze mit Wasser ausspritzen                                                                                               |                                           |
| 056  | Dennis L.     | 47    | Schreien |                                           |
| 055  | Davin         | 24    | Kette aus eigenen Kleidungsstücken legen                                                                                   |                                           |
| 054  | Stefan        | 54    | als „blinder Elefant“ kein Porzellan zerstören                                                                             |                                           |
| 053  | Sarafina      | 20    | drei Tennisbälle über einen Maschendrahtzaun bewegen                                                                       |                                           |
| 052  | Sandra H.     | 46    | Pocket Cube auf einer Seite lösen                                                                                          |                                           |
| 051  | Christina     | 32    | Luftballon aufblasen und mit einem Holzspieß durchstechen, ohne dass der Ballon platzt                                     |                                           |
| 050  | Robert        | 59    | Girlande aus Papierringen basteln                                                                                          |                                           |
| 049  | Marcel        | 23    | Bottle Flip |                                           |
| 048  | Atina         | 33    | mit sich verkleinernden Teams auf Schemeln die Ziellinie überqueren, ohne den Boden zu berühren                            |                                           |
| 047  | Baris         | 20    | Tischtennisball in einer offenen Plastikröhre balancieren                                                                  |                                           |
| 046  | Alena         | 25    | Schnuller in einem Bällebad finden                                                                                         |                                           |
| 045  | Alexander     | 25    | Bälle aus dem Bällebad in das eigene Planschbecken bringen                                                                 |                                           |
| 044  | Lydia         | 61    | mit einem ausgestrecktem Arm aus einer Flasche trinken, damit ein Reagenzglas füllen und einen Tischtennisball herausholen | Disqualifikation 3                        |
| 043  | Sandra E.     | 31    | Rohr durchsägen |                                           |
| 042  | Jonas         | 23    | Tangram lösen |                                           |
| 041  | Ilyas         | 23    | 10 Kartons aufeinanderstapeln                                                                                              |                                           |
| 040  | Li            | 38    | Papierflieger basteln und so weit wie möglich gleiten lassen                                                               |                                           |
| 039  | Nino          | 37    | Musiktiteln ihren Interpreten zuordnen                                                                                     |                                           |
| 038  | Kristina      | 29    | Mäusespeck anpusten und in den Mund schwingen lassen                                                                       |                                           |
| 037  | Laura S.      | 25    | Sombrero an einem Ring einhaken                                                                                            |                                           |
| 036  | Shkelzen      | 31    | Luftrüssel aus einer Piñata schlagen                                                                                       | Aufgabe 4                                 |
| 035  | Şükrü         | 33    | Sektkorken fliegen lassen                                                                                                  |                                           |
| 034  | Horst         | 71    | Lutscher mit dem Gesicht aus einem Kuchen holen                                                                            |                                           |
| 033  | Regina S.     | 49    | Herz aus Bügelperlen legen                                                                                                 |                                           |
| 032  | Fabrizio      | 30    | mit sich verkleinernden Teams auf einer Wippe Gleichgewicht herstellen                                                     | Entscheidung im Stechen                   |
| 031  | Jörg          | 62    | in einem Schlafsack über die Ziellinie robben                                                                              |                                           |
| 030  | Mizzani       | 24    | Anzahl der Bandmitglieder anhand eines Musiktitels angeben                                                                 |                                           |
| 029  | Laura T.      | 26    | Toilettenpapierrollen aufeinanderstapeln                                                                                   |                                           |
| 028  | Melis         | 25    | Streichhölzer in einer Reihe aufstellen, um schließlich ein Feuerwerk zu entzünden                                         |                                           |
| 027  | Julien        | 28    | 8 Kilogramm Gegenstände in einen Koffer packen                                                                             | ungenaueste Lösung                        |
| 026  | Benjamin      | 21    | zwei Enten angeln |                                           |
| 025  | Oliver        | 53    | Zelt zusammenfalten |                                           |
| 024  | Eunice        | 30    | Zitronen auspressen |                                           |
| 023  | Denise        | 41    | auf Stelzen die Ziellinie überschreiten                                                                                    |                                           |
| 022  | Steven        | 26    | Kegel mit einem am Kopf befestigten Tennisball umwerfen                                                                    |                                           |
| 021  | Martina       | 54    | drei Spielzeugfrösche mit einem Müllsack in ein Planschbecken katapultieren                                                |                                           |
| 020  | Dennis G.     | 32    | von zwei Prominenten den älteren identifizieren                                                                            |                                           |
| 019  | Lorena        | 22    | Blumentopf solange aus der Ferne mit Wasser bespritzen, bis die Tischdecke aus Papier reißt                                |                                           |
| 018  | Selina        | 22    | kleinen Stuhl aufbauen |                                           |
| 017  | Gökhi         | 35    | Beinheben im Sitzen |                                           |
| 016  | Hannah        | 24    | Pappbecher am Draht ins Ziel pusten                                                                                        |                                           |
| 015  | Michael       | 38    | Marshmallows so hoch wie möglich auf Spaghetti spießen                                                                     |                                           |
| 014  | Adem          | 35    | Koffer packen und Reißverschluss vollständig schließen                                                                     |                                           |
| 013  | Jennifer      | 34    | auf einem Roller einmal abstoßen und danach den Boden nicht berühren                                                       |                                           |
| 012  | Martin        | 26    | Müll mit einer Greifhilfe aufsammeln                                                                                       |                                           |
| 011  | Boris         | 43    | Kothaufen-Emojis mit einem Haken an der Hüfte vom Boden in ein Töpfchen heben                                              |                                           |
| 010  | Melis Marissa | 22    | Toilettenbürste in eine Toilettenschüssel werfen                                                                           |                                           |
| 009  | Sergej        | 35    | Nagel mit so wenigen Hammerschlägen wie möglich im Holz versenken                                                          |                                           |
| 008  | Marc Oliver   | 35    | Feuer mit Camping-Utensilien entfachen und Kerze anzünden                                                                  |                                           |
| 007  | Gandalf       | 29    | Gesamtgewicht der sieben verbliebenen Kandidaten schätzen                                                                  | ungenaueste Lösung                        |
| 006  | Tomek         | 30    | Fahrradkette aufziehen |                                           |
| 005  | Peter         | 63    | Tischdecke unter Essgeschirr hervorziehen                                                                                  |                                           |
| 004  | Michaela      | 47    | Kartoffeln und Zwiebeln in einer Schubkarre durch einen Parcours auf die jeweils andere Seite transportieren               |                                           |
| 003  | Rico          | 41    | 5 Billardkugeln durch ein Kugellabyrinth führen                                                                            |                                           |
| 002  | Dustin        | 25    | Jenga | Turm fiel während seines Zuges zusammen   |
| 001  | Rami          | 21    | — | Sieger                                    |

## Staffel 2
An der zweiten Staffel nahmen Kandidaten im Alter zwischen 18 und 78 Jahren teil. Die Ausstrahlung erfolgte freitags in vier Folgen vom 8. Juli bis 12. August 2022, wobei in jeder Folge genau 25 Platzierungen gezeigt wurden. Die Folgen 2 bis 4 wurden jeweils eine Woche vor der Fernsehausstrahlung auf der Streamingplattform Joyn veröffentlicht.
Im finalen Duell gewann die 42-jährige Christine gegen Dennis beim Gedächtnisspiel und erhielt die Siegprämie von 99.000 Euro.
| Rang | Name       | Alter | letztplatziert beim Spiel | Bemerkungen                              |
| ---- | ---------- | ----- | --- | ---------------------------------------- |
| 100  | Michael    | 65    | Hawaiikette aus einem aufgeblasenen Luftballon holen |                                          |
| 099  | Ingo       | 72    | Slinky auf den Kopf schleudern und balancieren |                                          |
| 098  | Sabine     | 42    | blind einen Schnuller im Wackelpudding finden |                                          |
| 097  | Maryna     | 19    | blind Musiktitel dem richtigen Jahrzehnt zuordnen |                                          |
| 096  | Kev        | 27    | mit sich verkleinernden Teams und schließlich allein die Flamme von einer Wunderkerze zur nächsten weitergeben und ein Feuerwerk entzünden                                              |                                          |
| 095  | Christoph  | 55    | Popcorn mit einfachen Hausmitteln herstellen |                                          |
| 094  | Kenneth    | 26    | Klebeband abrollen und in einer Brotbüchse verstauen |                                          |
| 093  | Chris      | 61    | Tischtennisball auf einer Pfannenrückseite zu einem Glas tragen |                                          |
| 092  | Zohan      | 47    | Luftballon mit einem Gummiband von einem Sockel schießen |                                          |
| 091  | Soni       | 30    | Frisbee in einen Korb werfen |                                          |
| 090  | Adela      | 29    | vier Bierdeckel auf einmal flippen und fangen | Entscheidung im Stechen                  |
| 089  | Ani        | 42    | zwei Bälle mit Kletthandschuhen fangen | Aufgabe 5                                |
| 088  | Ilona      | 25    | Anzahl der Erbsen in einer Glasflasche zählen | ungenaueste Lösung                       |
| 087  | Stefan R.  | 50    | Luftballon aufblasen und damit 6 Becher transportieren |                                          |
| 086  | Anne       | 36    | Gummiband über eine entfernte Flasche werfen |                                          |
| 085  | Sonja      | 55    | Flummi fangen |                                          |
| 084  | Helga      | 62    | 3D-Puzzle zusammensetzen |                                          |
| 083  | Joe        | 54    | T-Shirt mit dem eigenen Namen in einem Klamottenhaufen finden | Aufgabe 6                                |
| 082  | Valle      | 33    | Klamottenkette mit Wäscheklammern bilden |                                          |
| 081  | Max        | 34    | mit sich verkleinernden Teams Wasser über Eimer auf dem Kopf zu einer Röhre transportieren, einfüllen und einen Tischtennisball herausholen                                             |                                          |
| 080  | Mimi       | 25    | drei Tennisbälle mit den Knien in einen Behälter legen |                                          |
| 079  | Ramona     | 31    | Tischtennisball auf einem Löffel im Mund balancieren | Disqualifikation 7                       |
| 078  | Maria      | 43    | blind 500 Milliliter Wasser aus einer vollen 1,5-Liter-Flasche abtrinken | ungenaueste Lösung                       |
| 077  | Moni       | 78    | Nagel an einem an der Hüfte befestigten Faden in eine Flasche führen |                                          |
| 076  | Melisande  | 30    | Gesamtgewicht von Sessel, Blumenstrauß, Gartenzwerg, Röhrenfernseher und Moderationsduo schätzen                                                                                        | ungenaueste Lösung                       |
| 075  | Tom        | 51    | blind mit dem Gesicht in 20 Schokoküssen ein Spielzeugschwein finden |                                          |
| 074  | Daniel K.  | 35    | Münze mit Büroklammer und Schaschlikspieß aus einem Sparschwein holen |                                          |
| 073  | Chara      | 34    | 8 Muttern mit Essstäbchen hochkant aufeinanderstapeln |                                          |
| 072  | Alessandro | 24    | mit sich verkleinernden Teams über Gummibänder einen Hula-Hoop-Reifen über die Ziellinie transportieren                                                                                 |                                          |
| 071  | Tini       | 35    | 64 Scheiben aus einer Gurke schneiden |                                          |
| 070  | Katrin     | 38    | Turm aus 5 Getränkedosen auf einer schwimmenden Plastikscheibe bauen |                                          |
| 069  | Xaver      | 36    | blind den einzigen Ausgang in der Arena finden |                                          |
| 068  | Uwe        | 65    | Bleistift mit einem Aufsetzer in einen Behälter springen lassen |                                          |
| 067  | Celine     | 20    | Bild mit Boxhandschuhen aufhängen |                                          |
| 066  | Nicole     | 33    | CD mittels Hüftschwung auf einem Slinky im Paarmodus zum Partner bewegen | Entscheidung im Stechen                  |
| 065  | Daniel F.  | 39    | Wassersäule mittels Auswringen eines Putzlappens füllen und auftreibendes Quietscheentchen entnehmen                                                                                    |                                          |
| 064  | Loona      | 51    | Spielauto korrekt zusammenbauen |                                          |
| 063  | Pete       | 28    | zwei Filzstifte durch Schläge mit einem Kochlöffel in einer vollen Wasserflasche verkanten                                                                                              |                                          |
| 062  | Darius     | 22    | drei Teelichter anzünden und in unterschiedlich hohen Glaskolben platzieren |                                          |
| 061  | Behlül     | 53    | blind Schuhe schnüren und Schleifen binden |                                          |
| 060  | Franzi P.  | 24    | mit sich verkleinernden Teams staffelartig Segelboote mit einem Fächer über die Ziellinie treiben                                                                                       |                                          |
| 059  | Melissa    | 22    | Bleistift mit der Kante eines 5-Meter-Maßbands hinter die Ziellinie ziehen |                                          |
| 058  | Nepsi      | 38    | Erfindungen wie etwa der Mikrowellenherd und die Lavalampe zeitlich einordnen |                                          |
| 057  | Jannik     | 31    | Girlande aus Modellierballons knoten |                                          |
| 056  | Alisa      | 26    | 14 Topfschwämme aufeinanderstapeln |                                          |
| 055  | Jennifer   | 34    | Fußballtor erzielen | Entscheidung im Stechen                  |
| 054  | Steffi     | 40    | Schuh im Bällebad wiederfinden |                                          |
| 053  | Anja       | 58    | Anzahl der Tierbeine in einem Diktat angeben | ungenaueste Lösung                       |
| 052  | Leon       | 25    | um die Taille gewickeltes Seil als Pärchen auf eine Person abwickeln | Entscheidung im Stechen                  |
| 051  | Jasmin     | 30    | Trillerpfeife aus einem Eisblock auftauen und blasen | identisches Spiel aus Staffel 1, Rang 95 |
| 050  | Jeanne     | 18    | 6 Tischtennisbälle zusammensuchen | Aufgabe 8                                |
| 049  | Jan        | 38    | Badeschuh weitschießen | Entscheidung im Stechen                  |
| 048  | Conny      | 62    | blind eine Hürde überschreiten |                                          |
| 047  | Alex       | 35    | Toilettenpapierrolle mit einer Klatschhand in Kothaufenform zu sich ziehen |                                          |
| 046  | Udo        | 55    | nach Stoppen der Musik auf einen Lichtpunkt stellen |                                          |
| 045  | Slei       | 29    | Münze in ein unter Wasser stehendes Glas fallen lassen |                                          |
| 044  | Martin     | 35    | Gummibänder zusammenknoten, um eine Krone zu erreichen |                                          |
| 043  | Resmi      | 39    | zwei Bälle mit jeweils einer Fangkelle auffangen |                                          |
| 042  | Kevin      | 29    | Kartons zerkleinern, in eine Plastikbox legen und diese unbeschädigt verschließen | Entscheidung im Stechen                  |
| 041  | Bianca H.  | 37    | Tischtennisball mit einer Röhre über einen schrägen Tisch ins Ziel rollen lassen |                                          |
| 040  | Nadine     | 45    | stehend in einer Fläche, begrenzt von einem Hula-Hoop-Reifen, Konservendosen aufeinanderstapeln                                                                                         |                                          |
| 039  | Patrizia   | 31    | originale und gecoverte Musiktitel unterscheiden |                                          |
| 038  | Jochen     | 55    | Essgeschirr in eine Schüssel stapeln und über die Ziellinie tragen |                                          |
| 037  | Danny      | 19    | Luft aus einem Gummitier ablassen und es in einen Beutel packen |                                          |
| 036  | Violeta    | 19    | Tischtennisball mit mindestens einem Aufsetzer in ein Glas auf einem Tisch werfen |                                          |
| 035  | Franzi J.  | 28    | so lange wie möglich „Ah!“ sagen |                                          |
| 034  | Petra      | 51    | Getränkedose mit dem Ende einer Spaghetti im Mund zu zweit zu einem Tisch tragen |                                          |
| 033  | Frank      | 51    | Toilettenpapier über eine Leine werfen und ohne Abreißen an einer Stange befestigen |                                          |
| 032  | Tabea      | 20    | mit sich verkleinernden Teams Wasserbomben weitergeben und einen Spielzeugflamingo abwerfen                                                                                             |                                          |
| 031  | Stefan W.  | 38    | Dimples in einem Golfball zählen | ungenaueste Lösung                       |
| 030  | Lisa       | 29    | Klebeband vom Boden ablösen |                                          |
| 029  | Malow      | 28    | sich auf einer Badematte sitzend ins Ziel bewegen |                                          |
| 028  | Nadja      | 43    | zwei Spielzeugkrabben mit einem Haken an einer Schwimmbrille aus einem Aquarium holen                                                                                                   |                                          |
| 027  | Timja      | 37    | mit sich verkleinernden Teams einen Ball mit mehreren Halbröhren zum Ziel transportieren                                                                                                |                                          |
| 026  | Maex       | 33    | Bullenreiten |                                          |
| 025  | Wolfgang   | 63    | Luftballon mit einem Draht „aus der Luft angeln“ |                                          |
| 024  | Lilli      | 32    | Bälle in zwei zusammengeklebten Flaschen eines Wasserspenders umschütten |                                          |
| 023  | Mojo       | 36    | 20 Reiskörner mit Essstäbchen in eine Pfanne befördern |                                          |
| 022  | Ivo        | 32    | mit einer Brille, durch die oben und unten sowie links und rechts gespiegelt sind, einen Spielzeugfisch mit einem Kescher aus einem Planschbecken in das eigene Aquarium transportieren | ersten Fisch im falschen Becken abgelegt |
| 021  | Raphi      | 28    | 8 verschiedene Schrauben aus einem Holzblock drehen |                                          |
| 020  | Ralf       | 31    | blind eine Fläche mit 750 Mausefallen überqueren |                                          |
| 019  | Corinna    | 27    | Tennisball hochwerfen, drei Tischtennisbälle in eine Hand nehmen und mit der anderen den Tennisball auffangen                                                                           | Entscheidung im Stechen                  |
| 018  | Bianca G.  | 27    | Ball kopfüber durch die Beine werfen und den eigenen Kegel treffen |                                          |
| 017  | Gil        | 59    | blind mit der Zunge eine Aufgabe ertasten und ausführen („linker Daumen in den Mund“)                                                                                                   |                                          |
| 016  | Philly     | 21    | Dosenwerfen |                                          |
| 015  | Kalli      | 36    | Kreisel auf einem Brett andrehen und dieses über die Ziellinie tragen |                                          |
| 014  | Konny      | 43    | Buchstaben unter einem Tisch liegend mit einem Magneten richtig anordnen |                                          |
| 013  | Thomas     | 33    | Karton auf einen zweiten Karton werfen |                                          |
| 012  | Caro       | 26    | Parcours auf einem Bürostuhl durchqueren |                                          |
| 011  | Daniel M.  | 32    | Röhre mit Streichhölzern flicken, Wasser einfüllen und auftreibenden Tischtennisball entnehmen                                                                                          |                                          |
| 010  | Sandra     | 22    | Münze von einer Tischkante in ein Glas schnipsen |                                          |
| 009  | Luca       | 21    | 63 Mal im Schachbrettmuster das Sendungs- und das Sat.1-Logo stempeln |                                          |
| 008  | Eileen     | 25    | Tischtennisbälle unterschiedlicher Farbe auf den jeweils passenden Teller pusten |                                          |
| 007  | Nicki      | 30    | Kabelsalat entwirren und Tubeman anschließen |                                          |
| 006  | Harry      | 52    | Plüschkrabbe aus einem Greifautomaten angeln |                                          |
| 005  | Steve      | 44    | sich auf einer Schaukel in Schwung bringen und eine Vase vom Sockel treten |                                          |
| 004  | Christian  | 31    | 6 Holzblöcke nacheinander zu einem instabilen Tisch tragen und hochkant aufstellen |                                          |
| 003  | Lou Lou    | 22    | in einem bewegungseinschränkenden Anzug auf einem Tablett Wasser in Sektgläsern durch einen Parcours tragen, zwei Röhren füllen und jeweils die Quietscheente entnehmen                 |                                          |
| 002  | Dennis     | 39    | abwechselnd länger werdende Farbfolge wiederholen (Mischung aus Senso und Kofferpacken)                                                                                                 | Fehler in der 17. Runde                  |
| 001  | Christine  | 42    | — | Siegerin                                 |

## Staffel 3
An der dritten Staffel nahmen Kandidaten im Alter zwischen 18 und 81 Jahren teil. Die Ausstrahlung erfolgte nunmehr montags in fünf Folgen vom 27. Februar bis 27. März 2023, wobei in jeder Folge genau 20 Platzierungen gezeigt wurden. Die Folgen 2 bis 5 wurden jeweils eine Woche vor der Fernsehausstrahlung auf der Streamingplattform Joyn veröffentlicht.
Im finalen Duell gewann die 41-jährige Andrea gegen Amelie im Darts und erhielt die Siegprämie von 99.000 Euro.
| Rang | Name         | Alter | letztplatziert beim Spiel                                                                                              | Bemerkungen                                                     |
| ---- | ------------ | ----- | --- | --------------------------------------------------------------- |
| 100  | Angelina     | 28    | rote Feder in einem Kissenhaufen finden                                                                                |                                                                 |
| 099  | Olli         | 52    | mit einem brennenden Streichholz zu einer Wunderkerze laufen und diese anzünden                                        |                                                                 |
| 098  | Nouri        | 23    | Garn vollständig abrollen und die Enden an Brillenbügel binden                                                         |                                                                 |
| 097  | Marie        | 21    | 5 Büroklammern zeitgleich an der Wasseroberfläche in einer Schüssel treiben lassen                                     |                                                                 |
| 096  | Johanna      | 19    | mit einem an einer Schwimmbrille befestigten Tampon eine mit Wasser gefüllte Flasche über die Ziellinie transportieren |                                                                 |
| 095  | Beatrice     | 46    | Pfeffer mahlen |                                                                 |
| 094  | Hausl        | 51    | Tischtennisball von einem zum anderen Becher pusten                                                                    |                                                                 |
| 093  | Marcel       | 32    | Echtheit von Ballermann-Liedtexten beurteilen                                                                          | Entscheidung im Stechen                                         |
| 092  | Didi         | n. a. | Topfhandschuhe anziehen und Schokolade mit Messer und Gabel auspacken                                                  | Disqualifikation 9                                              |
| 091  | Edda         | 81    | Luftballon aufpusten und nur mit Kopfberührungen über die Ziellinie bewegen                                            |                                                                 |
| 090  | Thorsten     | 29    | Basketball in einen Basketballkorb werfen                                                                              | Aufgabe 10                                                      |
| 089  | Ada          | 40    | 15 Fünf-Cent-Münzen auf einer magnetischen Unterlage auf der schmalen Kante zu einer fünfstöckigen Pyramide aufbauen   |                                                                 |
| 088  | Daniela F.   | 57    | Bein anheben und mit den Händen das Knie umschließen                                                                   |                                                                 |
| 087  | Sören        | 24    | Buch auf dem Kopf über die Ziellinie balancieren                                                                       |                                                                 |
| 086  | Ali          | 62    | Konservendosenturm im Sitzen mit den Füßen umbauen                                                                     |                                                                 |
| 085  | Heiner       | 62    | vier Tischtennisbälle mit einem gelochten Tischtennisschläger in ein Glas transportieren                               |                                                                 |
| 084  | Alex         | 23    | Löffel in einen auf einem Tablett angeklebten Becher schwingen, ohne den Löffel zu berühren                            | Entscheidung im Stechen                                         |
| 083  | Anna         | 62    | Origami-Windrad falten                                                                                                 |                                                                 |
| 082  | Lara         | 24    | Kerze mit Wasser aus dem Mund ausspucken                                                                               | Entscheidung im Stechen                                         |
| 081  | Natalja      | 59    | übergroßen Bowlingpin mit einer Mülltonne umstoßen                                                                     | Entscheidung im Stechen                                         |
| 080  | Hakan        | 43    | Doppelkeks von der Stirn in den Mund rutschen lassen                                                                   |                                                                 |
| 079  | Alpha        | 25    | auf Toilettenpapier stehendes Weinglas zu sich ziehen                                                                  |                                                                 |
| 078  | Calvin       | 24    | 5 Schlüssel nacheinander auf einen Schlüsselring ziehen                                                                | Entscheidung im Stechen                                         |
| 077  | Pascal       | 30    | 40 Büroklammern zu einer durchgehenden Kette verbinden                                                                 |                                                                 |
| 076  | Yvonne       | 43    | Fangen | identisches Spiel aus Staffel 1, Rang 96                        |
| 075  | Martina      | 35    | Ohrstecker in einem Rasenstück finden                                                                                  |                                                                 |
| 074  | Nash         | 39    | Federball in einen Korb schlagen                                                                                       |                                                                 |
| 073  | Alicia       | 18    | Tischtennisball hochwerfen und mit einem Pümpel in derselben Hand auffangen                                            | Entscheidung im Stechen                                         |
| 072  | Kanne        | 52    | 14 Nachkommastellen von der Kreiszahl Pi merken                                                                        |                                                                 |
| 071  | Konstantinas | 33    | 7 Schlagzeilen aus einem Exemplar der Westfalenpost ausschneiden und korrekt aufkleben                                 | Aufgabe 11                                                      |
| 070  | Jonas        | 25/26 | blind Limbo tanzen | Entscheidung im Stechen                                         |
| 069  | Melina       | 26    | 52 Becher nacheinander ohne Absetzen und Fallenlassen umstecken                                                        |                                                                 |
| 068  | Tobi         | 33    | aus einer Packung Buchstabensuppe das Wort „RUHRPOTT“ legen                                                            |                                                                 |
| 067  | Wayne        | 31    | Fragen zum Thema Liebe mit „mehr“ oder „weniger“ beantworten                                                           |                                                                 |
| 066  | Marisa       | 23    | Münze in einen Hut schnipsen                                                                                           |                                                                 |
| 065  | Elisabeth    | 34    | Fragen mit der korrekten Farbe beantworten                                                                             |                                                                 |
| 064  | Manu         | 54    | Schere, Stein, Papier                                                                                                  | Entscheidung im Stechen                                         |
| 063  | Kevin B.     | 33    | mit sich verkleinernden Teams 50 Gramm Mehl auf im Mund gehaltenen Spielkarten zu einer Schüssel transportieren        |                                                                 |
| 062  | Loschi       | 30    | zwei Papiertaschentuchboxen abwechselnd leerzupfen                                                                     |                                                                 |
| 061  | Meto         | 23    | drei Edelsteine in einem Planschbecken finden                                                                          |                                                                 |
| 060  | Jeanie       | 23    | Trillerpfeife aus einem Eisblock auftauen und blasen                                                                   | identisches Spiel aus Staffel 1, Rang 95 und Staffel 2, Rang 51 |
| 059  | Cedric       | 23    | Maßband an einer bestimmten Position stoppen                                                                           |                                                                 |
| 058  | Markus       | 52    | Zuckergehalt von Lebensmitteln anhand einer Referenz schätzen                                                          |                                                                 |
| 057  | Emily        | 20    | 9 Wattebäusche unter Zuhilfenahme von Vaseline mit der Nase zu einer Schüssel transportieren                           |                                                                 |
| 056  | Betty        | 44    | Pylone mit einer kompletten Umdrehung auf eine zweite Pylone werfen (ähnlich zu Bottle Flip)                           |                                                                 |
| 055  | Patrick      | 33    | Bierkrug in einen bestimmten Bereich auf einer Tischplatte schieben                                                    |                                                                 |
| 054  | Christine    | 62    | zwei Filzstifte vom Handrücken hochwerfen und mit derselben Hand auffangen                                             |                                                                 |
| 053  | Helly        | 32    | Holzstäbchen mit Klebeband zu einem 150 Zentimeter hohen Konstrukt verbinden und zu einem Tisch tragen                 |                                                                 |
| 052  | Luzie        | 26    | Getränkedose mit Korken und Schleuder von einem Zaunpfahl schießen                                                     |                                                                 |
| 051  | Felix        | 36    | mit einer Fahne an einem Saugnapf auf der Stirn zwei Dosen einsammeln und über die Ziellinie laufen                    |                                                                 |
| 050  | Bruno        | 63    | 52 Spielkarten eines französischen Blatts sortieren                                                                    |                                                                 |
| 049  | Marko G.     | 42    | mit einem an einer Wasserspenderflasche befestigten Pedometer möglichst viele Schritte erzeugen                        |                                                                 |
| 048  | Robert       | 50    | mit sich verkleinernden Teams Halbröhren aneinanderhalten, darauf einen Ball transportieren und 9 Bowlingpins abräumen | Aufgabe 12                                                      |
| 047  | Jona         | 23    | Sahne steifschlagen |                                                                 |
| 046  | Caro         | 35    | Münze auf der schmalen Kante über eine Bierbank auf einen Klebestreifen rollen                                         |                                                                 |
| 045  | Sara         | 27    | 6 Tischtennisbälle in die Mitte eines Eierkartons werfen                                                               |                                                                 |
| 044  | Dominik P.   | 27    | Gliedermaßstab ausgeklappt auf einem Flaschenhals balancieren                                                          |                                                                 |
| 043  | Birgit       | 51    | 6 Pappteller mit jeweils einer Orange über die Ziellinie tragen                                                        |                                                                 |
| 042  | Hang         | 30    | 105 Becher zu einer 14-stöckigen Pyramide verbauen                                                                     |                                                                 |
| 041  | Kim          | 50    | Orangen mit den Händen auspressen                                                                                      |                                                                 |
| 040  | Sandra       | 48    | Anzahl von Sektgläsern, Fischen und Geschenken addieren, Zahlenschloss öffnen und Konfettikanone zünden                |                                                                 |
| 039  | Kevin N.     | 31    | Kugelkaugummi in eine Schüssel spucken                                                                                 |                                                                 |
| 038  | Uwe          | 54    | Spielauto so aufziehen, dass es im Zielbereich zum Stehen kommt                                                        |                                                                 |
| 037  | Mandy N.     | 32    | mit an der Hüfte befestigten Tennisbällen eine Konservendose über die Ziellinie rollen                                 |                                                                 |
| 036  | Ruby         | 26    | Weinflasche entkorken, vier Weingläser befüllen und auf einem Tablett transportieren                                   |                                                                 |
| 035  | Noelia       | 27    | 10 Sandburgen bauen und eine Blume hineinstecken                                                                       |                                                                 |
| 034  | Nina         | 26    | Fragen mit dem richtigen Bundesland beantworten                                                                        |                                                                 |
| 033  | Cinzia       | 27    | blind ein Labyrinth durchqueren                                                                                        |                                                                 |
| 032  | Aboud        | 36    | mit sich verkleinernden Teams Strandbälle zwischen den Oberkörpern einklemmen und sich in einer Reihe vorwärts bewegen | Entscheidung im Stechen                                         |
| 031  | Thomas       | 52    | 40 Golfbälle samt Tees aufstellen                                                                                      |                                                                 |
| 030  | Dominik B.   | 37    | 40 Wäscheklammern an eine Hand stecken                                                                                 |                                                                 |
| 029  | Sladi        | 42    | Wasser mit einer Flasche zwischen zwei Kanistern umfüllen                                                              |                                                                 |
| 028  | Maikel       | 31    | Stockschießen mit dem Ständer eines Sonnenschirms                                                                      |                                                                 |
| 027  | Vanessa      | 25    | Brücke aus Kartonstreifen und Zahnstochern bauen                                                                       |                                                                 |
| 026  | Frank        | 61    | blind durch Lauterzeugung den Partner mit demselben Gegenstand finden                                                  | Entscheidung im Stechen                                         |
| 025  | Melanie      | 38    | mit sich verkleinernden Teams einen Rugbyball durch einen Parcours dribbeln                                            |                                                                 |
| 024  | Daniel       | 19    | 10 Perlen in eine aufgesetzte Perücke fädeln                                                                           |                                                                 |
| 023  | Daniela K.   | 50    | Seifenblase über die Ziellinie pusten                                                                                  |                                                                 |
| 022  | Tim Dieck    | 26    | Kokosnüsse schätzen | ungenaueste Lösung                                              |
| 021  | Khulan       | 24    | Dominosteine in eine Reihe stellen und anstoßen                                                                        |                                                                 |
| 020  | Yannick      | 27    | aus Handschellen befreien                                                                                              |                                                                 |
| 019  | Kotti        | 30    | Bolas auf alle drei Sprossen eines Leitergestells werfen (Leitergolf)                                                  |                                                                 |
| 018  | Marius       | 23    | im Team drei miteinander verflochtene Seile auflösen                                                                   | Entscheidung im Stechen                                         |
| 017  | Carsten      | 46    | auf einem Surfbrett balancieren                                                                                        | Entscheidung im Stechen                                         |
| 016  | Carina       | 27    | mit sich verkleinernden Teams Tischfußball an einem extralangen Tisch spielen                                          | Entscheidung im Stechen                                         |
| 015  | Henning      | 59    | ferngesteuertes Auto so schnell wie möglich durch einen Parcours fahren                                                |                                                                 |
| 014  | Marko        | 41    | Deutsches Alphabet in 8 Sekunden der Reihe nach tippen                                                                 |                                                                 |
| 013  | Nadja        | 23    | Golfball in ein erhobenes Loch auf einem nicht zu berührenden Teppich rollen                                           |                                                                 |
| 012  | Maciej       | 32    | blind Farbe eines Lebensmittels einordnen                                                                              | Entscheidung im Stechen                                         |
| 011  | Jimmy        | 41    | 10 Tischtennisbälle mit einem Föhn in eine Flasche bewegen                                                             |                                                                 |
| 010  | David        | 28    | so langsam wie möglich auf einem Fahrrad fahren, ohne abzusteigen                                                      |                                                                 |
| 009  | Fee          | 19    | mit Pfeil und Armbrust einen Apfel treffen                                                                             | Entscheidung im Stechen                                         |
| 008  | Muri         | 38    | Sendungslogo mit einer Laubsäge aus einer Holzplatte heraussägen                                                       |                                                                 |
| 007  | Mandy S.     | 38    | auf einem Flaschenhals liegendes 32-Karten-Blatt mit so vielen Atemzügen wie möglich herunterpusten                    |                                                                 |
| 006  | Timo         | 36    | Parcours mit mehreren Miniaufgaben zum Thema „Strand“ absolvieren                                                      |                                                                 |
| 005  | Kris         | 51    | Wippe mit einem Fuß ausbalancieren                                                                                     |                                                                 |
| 004  | Sascha       | 45    | Mechanisches Pferderennen                                                                                              | Entscheidung im Stechen                                         |
| 003  | Broggi       | 57    | 3D-„Vier gewinnt“ | Entscheidung im Stechen                                         |
| 002  | Amelie       | 20    | zwei Sätze Darts in Variante „301“ mit Straight Out gewinnen                                                           | Entscheidung mit dem 2. Satz                                    |
| 001  | Andrea       | 41    | — | Siegerin                                                        |

## Staffel 4
An der vierten Staffel nahmen Kandidaten im Alter zwischen 19 und 73 Jahren teil. Die Ausstrahlung erfolgte montags in fünf Folgen vom 21. August bis 18. September 2023, wobei in der ersten Folge die Platzierungen 100 bis 86, in der zweiten 72 bis 56, in der dritten 55 bis 38, in der vierten 37 bis 20 und in der fünften die übrigen Platzierungen gezeigt wurden. Die Folgen 2 bis 5 wurden eine Woche vor der Fernsehausstrahlung auf der Streamingplattform Joyn veröffentlicht.
Wie zu Beginn der zweiten Folge erklärt wurde, musste die Produktion der Sendung wegen COVID-19 zwischenzeitlich unterbrochen werden. 13 Kandidaten war es bei Wiederaufnahme der Dreharbeiten zeitlich nicht möglich, weiter an der Show teilzunehmen; daher wurden einige Plätze nicht vergeben.
Im finalen Duell gewann der 28-jährige Jason gegen Maria im „Pendelbowling“ und erhielt die Siegprämie von 99.000 Euro.
| Rang   | Name      | Alter | letztplatziert beim Spiel | Bemerkungen |
| ------ | --------- | ----- | --- | --- |
| 100    | Rainer    | 73    | Labyrinth durchqueren | |
| 099    | Harald    | 69    | Getränkedose so weit entleeren, dass sie ohne Hilfe schräg auf einem Tisch stehenbleibt | |
| 098    | Menan     | 27    | Luftballon mit einer Hand durch Tippbewegungen in der Luft halten | Disqualifikation 13 |
| 097    | Kerstin   | 59    | Schaumzuckerfrosch mit einem Löffel in eine Schüssel katapultieren | |
| 096    | Ute       | 70    | vier Rollen Krepppapier auf die eigenen Arme abrollen | |
| 095    | Laura     | 28    | Papierstreifen in zwei Telefonbüchern finden | |
| 094    | Patrick   | 42    | Tischtennisball mit zwei Muttern auf die Öffnung einer schmalen Metallröhre balancieren und die Muttern darunter ablegen | Entscheidung im Stechen mit Golfball |
| 093    | Janine    | 29    | Zitronenwasser mit einem Trinkhalm zu einer Flasche transportieren, befüllen und Quietscheentchen entnehmen | Aufgabe 14 |
| 092    | Hartmut   | n. a. | Filmmusik zuordnen | Aufgabe 15 |
| 091    | Thomas    | 29    | Wasserflasche am ausgestreckten Arm auf dem Handrücken balancieren | |
| 090    | Anke      | 39    | Wachsmalstift zur Hälfte abnutzen | |
| 089    | Lena      | 56    | Bierdeckel weitwerfen | |
| 088    | Faysal    | 26    | blind Bauklötzchen in ein Spielzeugauto einpassen | |
| 087    | Sony      | 33    | Blumentöpfe aufeinanderstapeln | |
| 086    | Chris     | 30    | 10 Tischtennisbälle mittels Hüftschwung aus einem Behälter befördern | Aufgabe 16 |
| 085–73 | Andre     | 43    | Die Plätze 85 bis 73 wurden durch eine coronabedingte Produktionsunterbrechung und anschließende zeitliche Verhinderungen bei 13 Kandidaten nicht ausgespielt. Die Sortierung der Namen – sofern angegeben – erfolgt alphabetisch. | Die Plätze 85 bis 73 wurden durch eine coronabedingte Produktionsunterbrechung und anschließende zeitliche Verhinderungen bei 13 Kandidaten nicht ausgespielt. Die Sortierung der Namen – sofern angegeben – erfolgt alphabetisch. |
| 085–73 | Berit     | 35    | Die Plätze 85 bis 73 wurden durch eine coronabedingte Produktionsunterbrechung und anschließende zeitliche Verhinderungen bei 13 Kandidaten nicht ausgespielt. Die Sortierung der Namen – sofern angegeben – erfolgt alphabetisch. | Die Plätze 85 bis 73 wurden durch eine coronabedingte Produktionsunterbrechung und anschließende zeitliche Verhinderungen bei 13 Kandidaten nicht ausgespielt. Die Sortierung der Namen – sofern angegeben – erfolgt alphabetisch. |
| 085–73 | Caro      | 30    | Die Plätze 85 bis 73 wurden durch eine coronabedingte Produktionsunterbrechung und anschließende zeitliche Verhinderungen bei 13 Kandidaten nicht ausgespielt. Die Sortierung der Namen – sofern angegeben – erfolgt alphabetisch. | Die Plätze 85 bis 73 wurden durch eine coronabedingte Produktionsunterbrechung und anschließende zeitliche Verhinderungen bei 13 Kandidaten nicht ausgespielt. Die Sortierung der Namen – sofern angegeben – erfolgt alphabetisch. |
| 085–73 | Kaan      | 24    | Die Plätze 85 bis 73 wurden durch eine coronabedingte Produktionsunterbrechung und anschließende zeitliche Verhinderungen bei 13 Kandidaten nicht ausgespielt. Die Sortierung der Namen – sofern angegeben – erfolgt alphabetisch. | Die Plätze 85 bis 73 wurden durch eine coronabedingte Produktionsunterbrechung und anschließende zeitliche Verhinderungen bei 13 Kandidaten nicht ausgespielt. Die Sortierung der Namen – sofern angegeben – erfolgt alphabetisch. |
| 085–73 | Karlo     | 56    | Die Plätze 85 bis 73 wurden durch eine coronabedingte Produktionsunterbrechung und anschließende zeitliche Verhinderungen bei 13 Kandidaten nicht ausgespielt. Die Sortierung der Namen – sofern angegeben – erfolgt alphabetisch. | Die Plätze 85 bis 73 wurden durch eine coronabedingte Produktionsunterbrechung und anschließende zeitliche Verhinderungen bei 13 Kandidaten nicht ausgespielt. Die Sortierung der Namen – sofern angegeben – erfolgt alphabetisch. |
| 085–73 | Lars      | 26    | Die Plätze 85 bis 73 wurden durch eine coronabedingte Produktionsunterbrechung und anschließende zeitliche Verhinderungen bei 13 Kandidaten nicht ausgespielt. Die Sortierung der Namen – sofern angegeben – erfolgt alphabetisch. | Die Plätze 85 bis 73 wurden durch eine coronabedingte Produktionsunterbrechung und anschließende zeitliche Verhinderungen bei 13 Kandidaten nicht ausgespielt. Die Sortierung der Namen – sofern angegeben – erfolgt alphabetisch. |
| 085–73 | Marcus    | 36    | Die Plätze 85 bis 73 wurden durch eine coronabedingte Produktionsunterbrechung und anschließende zeitliche Verhinderungen bei 13 Kandidaten nicht ausgespielt. Die Sortierung der Namen – sofern angegeben – erfolgt alphabetisch. | Die Plätze 85 bis 73 wurden durch eine coronabedingte Produktionsunterbrechung und anschließende zeitliche Verhinderungen bei 13 Kandidaten nicht ausgespielt. Die Sortierung der Namen – sofern angegeben – erfolgt alphabetisch. |
| 085–73 | Melina    | n. a. | Die Plätze 85 bis 73 wurden durch eine coronabedingte Produktionsunterbrechung und anschließende zeitliche Verhinderungen bei 13 Kandidaten nicht ausgespielt. Die Sortierung der Namen – sofern angegeben – erfolgt alphabetisch. | Die Plätze 85 bis 73 wurden durch eine coronabedingte Produktionsunterbrechung und anschließende zeitliche Verhinderungen bei 13 Kandidaten nicht ausgespielt. Die Sortierung der Namen – sofern angegeben – erfolgt alphabetisch. |
| 085–73 | Meran     | n. a. | Die Plätze 85 bis 73 wurden durch eine coronabedingte Produktionsunterbrechung und anschließende zeitliche Verhinderungen bei 13 Kandidaten nicht ausgespielt. Die Sortierung der Namen – sofern angegeben – erfolgt alphabetisch. | Die Plätze 85 bis 73 wurden durch eine coronabedingte Produktionsunterbrechung und anschließende zeitliche Verhinderungen bei 13 Kandidaten nicht ausgespielt. Die Sortierung der Namen – sofern angegeben – erfolgt alphabetisch. |
| 085–73 | Olivier   | n. a. | Die Plätze 85 bis 73 wurden durch eine coronabedingte Produktionsunterbrechung und anschließende zeitliche Verhinderungen bei 13 Kandidaten nicht ausgespielt. Die Sortierung der Namen – sofern angegeben – erfolgt alphabetisch. | Die Plätze 85 bis 73 wurden durch eine coronabedingte Produktionsunterbrechung und anschließende zeitliche Verhinderungen bei 13 Kandidaten nicht ausgespielt. Die Sortierung der Namen – sofern angegeben – erfolgt alphabetisch. |
| 085–73 | Orhan     | n. a. | Die Plätze 85 bis 73 wurden durch eine coronabedingte Produktionsunterbrechung und anschließende zeitliche Verhinderungen bei 13 Kandidaten nicht ausgespielt. Die Sortierung der Namen – sofern angegeben – erfolgt alphabetisch. | Die Plätze 85 bis 73 wurden durch eine coronabedingte Produktionsunterbrechung und anschließende zeitliche Verhinderungen bei 13 Kandidaten nicht ausgespielt. Die Sortierung der Namen – sofern angegeben – erfolgt alphabetisch. |
| 085–73 | Sina      | 26    | Die Plätze 85 bis 73 wurden durch eine coronabedingte Produktionsunterbrechung und anschließende zeitliche Verhinderungen bei 13 Kandidaten nicht ausgespielt. Die Sortierung der Namen – sofern angegeben – erfolgt alphabetisch. | Die Plätze 85 bis 73 wurden durch eine coronabedingte Produktionsunterbrechung und anschließende zeitliche Verhinderungen bei 13 Kandidaten nicht ausgespielt. Die Sortierung der Namen – sofern angegeben – erfolgt alphabetisch. |
| 085–73 | n. a.     | n. a. | Die Plätze 85 bis 73 wurden durch eine coronabedingte Produktionsunterbrechung und anschließende zeitliche Verhinderungen bei 13 Kandidaten nicht ausgespielt. Die Sortierung der Namen – sofern angegeben – erfolgt alphabetisch. | Die Plätze 85 bis 73 wurden durch eine coronabedingte Produktionsunterbrechung und anschließende zeitliche Verhinderungen bei 13 Kandidaten nicht ausgespielt. Die Sortierung der Namen – sofern angegeben – erfolgt alphabetisch. |
| 072    | Nadine    | 30    | Apfel mit dem Mund aus einer Wanne mit Wasser holen | |
| 071    | Christoph | 26    | Magnetband einer Kompaktkassette mit einem Bleistift aufrollen (Bandsalat lösen) | |
| 070    | Alex      | 34    | Interpreten zuordnen (national oder international) | |
| 069    | Torsten   | 51    | 10 Aufkleber von der Rückseite des eigenen T-Shirts abziehen und aufkleben | |
| 068    | Tayfun    | 32    | drei Kokosnüsse zwischen den Beinen einklemmen und zu einem Eimer transportieren | |
| 067    | Samira G. | 39    | Wasserbombe mit zwei Gabeln durch einen Parcours transportieren | |
| 066    | Peter     | 67    | 200 Reißzwecken nach Farben sortieren und blockweise in eine Korkwand stecken | |
| 065    | Ulrike    | 59    | Teelöffel mithilfe eines Esslöffels in ein Glas katapultieren | Entscheidung im Stechen |
| 064    | Henny     | 35    | mit sich verkleinernden Teams Volleyball mit einem großen Strandball spielen | Entscheidung im Stechen |
| 063    | Uwe       | 64    | Limbo (mit immer höher aufgelegter Stange) | Entscheidung im Stechen |
| 062    | Gaby      | 70    | in Zweierteams jeweils zwei Heringe auf einem Faden balancieren und in einer Flasche ablegen | Entscheidung im Stechen |
| 061    | Cindy     | 33    | Tischtennisball einmal auf den Boden auftitschen und mit einem am Knie befestigten Becher auffangen | |
| 060    | Anette    | 50    | 12 Wattestäbchen mit Vaseline zu einem Würfel verbinden | |
| 059    | Chrissi   | 44    | 5 Luftballons mit Dartpfeilen abwerfen | |
| 058    | Marcel    | 34    | Farbreihenfolge merken | |
| 057    | Lisa      | 28    | Mausefalle mit einem Tischtennisball auslösen | |
| 056    | Mike      | 53    | Gewicht eines Gabelstaplers schätzen | ungenaueste Lösung |
| 055    | Pitti     | 57    | zwei Toilettenpapierrollen mit einem zwischen den Beinen eingeklemmten Pümpel transportieren | |
| 054    | Alina     | 65    | Papierbackförmchen eines Muffins mit einem Trinkhalm in eine Schüssel pusten | |
| 053    | Petra     | 54    | Münzen auf einem schwimmenden Teller ablegen | Entscheidung im Stechen (Münzwert) |
| 052    | Rachel    | 28    | Kordel in eine Hose einfädeln und anziehen | |
| 051    | Fabian    | 41    | Baseball hochwerfen und mit einem Schläger treffen | |
| 050    | Britta    | 45    | 7 Penne mit dem Mund auf eine Spaghetti auffädeln | |
| 049    | Samira B. | 28    | Tischtennisball über eine Pfanne in eine Schüssel springen lassen | Entscheidung im Stechen |
| 048    | Hassuna   | 24    | Bier aus Dosen in ein Glas umfüllen und auf einem Tablett zu einem Tisch tragen (kellnern) | |
| 047    | Bianca    | 28    | 32 Wackelaugen aufkleben | |
| 046    | Simi      | 51    | vier Getränkedosen mit einem Lineal aufeinanderstapeln | |
| 045    | Timo      | 36    | Becher durch Luft aus einem Luftballon über einen Tisch bewegen | |
| 044    | Marlena   | 32    | mit einem Lutscher-Pendel einen Tischtennisball von einem Flaschenhals in ein Glas schwingen | Entscheidung im Stechen |
| 043    | Valdeto   | 36    | 7 Würfelzuckerstückchen auf den Handrücken stapeln und über die Ziellinie tragen | |
| 042    | Frank S.  | 56    | in Teams und schließlich allein schlangenförmige Süßwaren von einem Tisch essen | |
| 041    | Selina    | 22    | Cornhole | Entscheidung im Stechen |
| 040    | Francis   | 41    | Figur aus Klemmbausteinen nachbauen | |
| 039    | Enes      | 36    | blind eine Taschenlampe finden | |
| 038    | Eva       | 53    | Toilettenpapier so weit wie möglich in einem Stück von sich selbst wegrollen | Entscheidung im Stechen |
| 037    | Daniel    | 37    | Anzahl von in ein Bällebad herabfallenden Bällen schätzen | ungenaueste Lösung, Entscheidung im Stechen |
| 036    | Johanna   | 24    | Trillerpfeife aus einem Eisblock auftauen und blasen | identisches Spiel aus den bisherigen Staffeln |
| 035    | Canan     | 24    | Murmel in einem umgedrehten Weinglas zentrifugieren und ins Ziel transportieren | Entscheidung im Stechen mit Tischtennisball |
| 034    | Till      | 33    | Spielkarte im Bällebad finden | |
| 033    | Simone    | 39    | 1200 Meter fahrradfahrend abschätzen | ungenaueste Lösung |
| 032    | Danny     | 42    | Dosenturm bauen, Wurfsäckchen auflegen und Turm so umstoßen, dass das Wurfsäckchen auf der Zielscheibe landet | Entscheidung im Stechen |
| 031    | Ebru      | 28    | geometrische Figur mit zwei Gliedermaßstäben nachbauen | |
| 030    | Ruben     | 31    | auf einer Flaschen-CD-Becher-Konstruktion abgelegten Tischtennisball hochwerfen und umgedreht auffangen | Entscheidung im Stechen |
| 029    | Tannaz    | 28    | Murmelbahn bauen | |
| 028    | Kevin     | 27    | 7 Ziffern- und Rechensymbolkarten zu einer mathematischen Gleichung kombinieren | |
| 027    | Gabi      | 53    | drei Wattestäbchen mit einer im Mund gehaltenen Zahnbürste jeweils auf einer leeren Toilettenpapierrolle ablegen | |
| 026    | Irene     | 59    | zwei durch Fäden am eigenen Körper befestigte Heliumballons herunterziehen und mit einem kaktusähnlichen Zahnstocherkonstrukt auf dem Kopf zum Platzen bringen                                                                     | |
| 025    | Nico      | 26    | Becher mit Aufkleber zwischen leeren Bechern finden | |
| 024    | Jens      | 58    | Zwei-Euro-Münze zwischen zwei Gabelzinken rollen | Entscheidung im Stechen |
| 023    | Florian   | 37    | auf einem Rollbrett von einem Traktor abstoßen und so weit wie möglich rollen | |
| 022    | Mona      | 28    | Holzbalken mit einem an einer Schnur befestigten Tennisball umschießen | |
| 021    | Sabine    | 33    | Luftballons in einem Zelt zum Platzen bringen bzw. hinausbefördern | |
| 020    | Sofie     | 21    | 12 längliche Luftballons zu einem Würfel verbinden | |
| 019    | Hussein   | 30/31 | Morsecode entschlüsseln | |
| 018    | Marvin    | 32    | zwei Pfannkuchen jeweils mit einer Pfanne über eine Stange werfen und gedreht auffangen | |
| 017    | Andrea    | 40    | Kokos- und Walnüsse mit einem Bobby-Car durch einen Parcours transportieren | Entscheidung im Stechen |
| 016    | Anne      | 37    | 6×6-Sudoku lösen | |
| 015    | Jan       | 20    | Vogelhaus zusammenbauen | |
| 014    | Henna     | 21    | Federball mit einem Netzkorb auf dem Kopf fangen | |
| 013    | Jule      | 30    | Minigolf (6 Bahnen) | |
| 012    | Marv      | 32    | Schlüsselbund mit Draht hinter einem Gitter hervorholen | |
| 011    | Frank B.  | 47    | Hindernisparcours | |
| 010    | Mikel     | 40    | mit dem Fuß einen Flaschenzug bedienen und ein Stück Mäusespeck anbeißen | |
| 009    | Long      | 48    | in einer Minute so viel Flüssigkeit wie möglich von einem (künstlichen) Kuheuter abmelken | |
| 008    | Paul      | 37    | Tennisball mit einem an der Hüfte befestigten Gummischwänzchen in ein Tor bewegen | |
| 007    | Anabel    | 19    | Zielscheibe mit einem Dartblaster in die Zielzone schießen | Zwillingsschwester von Maria |
| 006    | Valeria   | 24    | Billardkugel über Bande in eine Tasche hinter dem Anstoßpunkt spielen | Entscheidung im Stechen |
| 005    | Geko      | 33    | 6 Stück Straßenkreide in drei Etappen mit Lineal und Gummibändern umschießen | |
| 004    | Luisa     | 31    | 84 Gläser zu einer siebenstöckigen Pyramide stapeln | |
| 003    | Jonas     | 28    | in einem Golfmobil drei Golfbälle mit einer Greifhilfe aufheben, jeweils auf einem Tee ablegen und das Auto einparken | |
| 002    | Maria     | 19    | mit einer an einem Pendel hängenden Bowlingkugel 12 kreisförmig angeordnete Dosen der eigenen Spielfarbe umstoßen | Zwillingsschwester von Anabel, Entscheidung im Stechen |
| 001    | Jason     | 28    | — | Sieger |

## Staffel 5
An der fünften Staffel nehmen Kandidaten im Alter zwischen 18 und 77 Jahren teil. Die Ausstrahlung erfolgte nunmehr donnerstags in sieben Folgen vom 15. August 2024 bis zum 26. September 2024, wobei in der ersten Folge die Platzierungen 100 bis 86, in der zweiten 85 bis 72, in der dritten 71 bis 58, in der vierten 57 bis 44, in der fünften 43 bis 30, in der sechsten 29 bis 16 und in der siebten die restlichen 15 gezeigt wurden. Alle Folgen werden jeweils eine Woche vor der Fernsehausstrahlung auf der Streamingplattform Joyn veröffentlicht.
In dieser Staffel gibt es keine personenbezogenen Einblendungen mehr; das Alter der Kandidaten wird nur sporadisch genannt. Außerdem findet die letzte Entscheidung jeder Show als „Duell“ statt, wofür ein Extraspiel durchgeführt wird.
| Rang | Name         | Alter | letztplatziert beim Spiel | Bemerkungen                                                       |
| ---- | ------------ | ----- | --- | ----------------------------------------------------------------- |
| 100  | Hilmar       |       | Schnur an einem Luftballon mit einem Stift aufrollen, Schlüssel aus dem Ballon holen, Zahlenschloss durch Matheaufgabe aufschließen und Konfettikanone zünden                                |                                                                   |
| 099  | Dominique M. |       | Ring in die Luft werfen und mit dem Stiel eines Pümpels auf dem Kopf auffangen |                                                                   |
| 098  | Franci       |       | Süßstoffspender leeren |                                                                   |
| 097  | Ruth         |       | 5 Wattebäusche mit einem Löffel im Mund zu einer Schüssel transportieren |                                                                   |
| 096  | Isa          |       | Mit sich verkleinernden Teams Anagramme von Namen prominenter Personen entschlüsseln | Entscheidung im Stechen                                           |
| 095  | Stefanie     |       | Tischtennisball in eine Pfanne werfen |                                                                   |
| 094  | Sylvia       |       | 3D-Würfel aus Schaumstoffteilen zusammenbauen |                                                                   |
| 093  | Jürgen       |       | Mit Schwämmen am Kopf eine Karaffe füllen und Quietscheentchen entnehmen |                                                                   |
| 092  | Klaus        | 48    | Originale und gecoverte Musiktitel unterscheiden | Entscheidung im Stechen; identisches Spiel aus Staffel 2, Rang 39 |
| 091  | Jens         |       | Gummibonbon von der Stirn in den Mund rutschen lassen |                                                                   |
| 090  | Ingrid       | 77    | Verlängerung bauen und Vulkanfeuerwerk entzünden |                                                                   |
| 089  | Kristina     | 41    | Drei Tischtennisbälle aus jeweils einem Glas herauspusten |                                                                   |
| 088  | Torsten      |       | Flasche auf einem Papierstreifen mit den Füßen zu sich ziehen |                                                                   |
| 087  | Melina       |       | Schwimmfähigkeit verschiedener Gegenstände beurteilen |                                                                   |
| 086  | Alexandra    | 52    | In Zweierteams über Kopf einen Blumenstrauß werfen und auffangen; Duell: Bett nach Vorlage beziehen                                                                                          | Entscheidung im Stechen                                           |
| 085  | Micha        |       | Knoten lösen, um Seil zu verlängern und Ballhupe betätigen |                                                                   |
| 084  | Alina        | 18    | Tischtennisball am ausgestreckten Arm in eine Karaffe fallenlassen |                                                                   |
| 083  | Uwe          |       | Drei verschiedene Aufkleber in einem nachgeahmten Bekleidungsgeschäft finden |                                                                   |
| 082  | Kirsten      |       | Geometrische Formen lückenlos in ein Rechteck puzzeln |                                                                   |
| 081  | Simon        | 18    | Musiktitel dem richtigen Jahrzehnt zuordnen |                                                                   |
| 080  | Monika       | 75    | Kronkorken auf einen magnetischen „Baum“ werfen | Entscheidung im Stechen                                           |
| 079  | Chinedu      |       | Tischtennisball über ein Maßband auf eine Getränkedose rollen lassen |                                                                   |
| 078  | Thomas       |       | Streichholzkette zu einem Vulkanfeuerwerk bauen |                                                                   |
| 077  | Ella         |       | Zahlen in einem vorgetragenen Text im Kopf addieren | ungenaueste Lösung                                                |
| 076  | Kathrin      |       | Tischtennisball auf Tisch und Spiegel aufkommen lassen und mit einem Behälter auf dem Kopf auffangen                                                                                         |                                                                   |
| 075  | Maks         |       | 200 Milliliter aus einem blickdichten 400-Milliliter-Becher abtrinken | ungenaueste Lösung                                                |
| 074  | Isabell      |       | Erfindungen wie etwa den Rubik’s Cube und die Sicherheitsnadel zeitlich einordnen | Entscheidung im Stechen                                           |
| 073  | Arnik        |       | In 30 Sekunden einen Turm aus drei Bechern und zwei Spielkarten bauen und die beiden Karten so wegziehen, dass die drei Becher ineinander landen                                             | Entscheidung im Stechen                                           |
| 072  | Andrea L.    |       | Mit sich verkleinernden Teams mit sich zugeworfenen Schwämmen ein Reagenzglas füllen und Tischtennisball entnehmen; Duell: Nagel mit so wenigen Hammerschlägen wie möglich im Holz versenken | Entscheidung im Stechen; Duell identisch zu Staffel 1, Rang 9     |
| 071  | Nils         |       | Zwei Blumen finden |                                                                   |
| 070  | Van          |       | Serien anhand ihrer Titelmusik erkennen | Entscheidung im Stechen durch Schätzfrage                         |
| 069  | Fenja        | 18    | Ball in einen an der Hüfte befestigten Becher schwingen |                                                                   |
| 068  | Christina    |       | Dominosteine in eine Reihe stellen und in einer Kettenreaktion ein Gewichtsstück auf einen Teller fallen lassen                                                                              |                                                                   |
| 067  | Dominique    |       | 6 Würfel auf einen im Mund steckenden Holzspatel stapeln |                                                                   |
| 066  | Mareike      |       | Alter von Prominenten einschätzen |                                                                   |
| 065  | Olga         |       | Unterhose mit dem Fuß in einen Wäschekorb katapultieren | Entscheidung im Stechen                                           |
| 064  | Anna         |       | Tischtennisball exakt einmal auf eine Tischreihe aufsetzen | Entscheidung im Stechen                                           |
| 063  | Andreas      |       | Fehlenden Tiergesicht-Ballon identifizieren |                                                                   |
| 062  | Joanna       |       | Toilettenpapierrolle mit einem Gummiband von einem Tisch schießen |                                                                   |
| 061  | Werner       |       | Europäische Nationalflaggen zuordnen |                                                                   |
| 060  | Petra        |       | Aussagen zum menschlichen Körper beurteilen |                                                                   |
| 059  | Maurice      | 32    | 5 Schokolinsen mit einem Trinkhalm ansaugen und auf jeweils einem weiteren Trinkhalm ablegen                                                                                                 | Aufgabe 17                                                        |
| 058  | Sina         | 18    | In Zweierteams einen kleinen Strandball über zwei Seile in einen Korb manövrieren; Duell: Kleidungsstücke an einen Garderobenständer werfen                                                  | Entscheidung im Stechen                                           |
| 057  | Andrea W.    |       | Trillerpfeife aus einem Eisblock auftauen und blasen | identisches Spiel aus den bisherigen Staffeln                     |
| 056  | Sven         | 56    | Tischtennisball über 7 auf dem Kopf stehende Glasflaschen in ein Schnapsglas pusten | Entscheidung im Stechen                                           |
| 055  | Bernhard     |       | Luftballon auf einem quergehaltenen Stab balancieren | Disqualifikation 18                                               |
| 054  | Uta          |       | Real- und Künstlernamen von Prominenten unterscheiden |                                                                   |
| 053  | Sandra       | 49    | Vase mit Korken und Schleuder abschießen |                                                                   |
| 052  | Flo          |       | 16 Nägel auf einen einzelnen Nagel balancieren | Entscheidung im Stechen                                           |
| 051  | Gabriela     |       | Padel-Tennis-Aufschlag | Entscheidung im Stechen                                           |
| 050  | Jonas        |       | Blind Schleifen von einem Tisch mit einem Pfannenwender in eine Schüssel heben |                                                                   |
| 049  | Meryem       |       | Sommerhits einem Jahrzehnt zuordnen | Aufgabe 19                                                        |
| 048  | Maggie       |       | Längliches Stoffsäckchen in einen Korb werfen | Entscheidung im Stechen                                           |
| 047  | Lisa C.      | 21    | Anzahl von Perlen in einer Vase schätzen | Aufgabe 20                                                        |
| 046  | Laura        |       | Toilettenpapierrolle durch Drehen um die eigene Achse in einem Stück vollständig abrollen | Entscheidung im Stechen                                           |
| 045  | Emilie       | 23/24 | Becher mit einem Luftrüssel auf eine Markierung stoßen | Entscheidung im Stechen                                           |
| 044  | Kevin        | 33    | In Zweierteams zwei Bälle aus einem Treppenläufer in eine Karaffe fallen lassen; Duell: Tic-Tac-Toe                                                                                          | Entscheidung im Stechen                                           |
| 043  | Alex         |       | Holzbalken ausbalancieren und Dominosteine in einer vordefinierten Reihenfolge aufstellen |                                                                   |
| 042  | Tobias       |       | Fragen mit „mehr“ oder „weniger“ beantworten |                                                                   |
| 041  | Bettina      |       | Tennisball auf einen am Boden befestigten Balken zurollen lassen, damit der Ball in einen Behälter springt                                                                                   |                                                                   |
| 040  | Minka        | 36    | Tasse samt Untertasse auf einer zu verlängernden Kette von Zeltstangen balancieren |                                                                   |
| 039  | Sandra S.    |       | Zahnpasta aus einer Tube über eine Markierung spritzen | 1. Durchgang wurde von allen Kandidaten geschafft                 |
| 038  | Robert       | 38    | Interpreten einer Mischung aus 12 Musiktiteln in der korrekten Reihenfolge darlegen |                                                                   |
| 037  | Orkun        |       | 70 Zentimeter hohen Bücherstapel bauen | ungenaueste Lösung                                                |
| 036  | Birgit       |       | Wasser in an Schwimmflossen befestigten Bechern zu einer Karaffe transportieren und Quietscheentchen entnehmen                                                                               |                                                                   |
| 035  | Simone       |       | Spielzeugauto mit Propeller zusammenbauen, aufziehen und im Zielbereich zum Stehen bringen                                                                                                   |                                                                   |
| 034  | Lucia        | 32    | Schrittzähler durch Headbanging aktivieren |                                                                   |
| 033  | Janine       |       | Fragen mit der korrekten Farbe beantworten |                                                                   |
| 032  | Tuan         |       | Blind Batterien einer Taschenlampe wechseln |                                                                   |
| 031  | Michael      |       | Stockschießen | Entscheidung im Stechen                                           |
| 030  | Kerstin      | 55    | In Zweierteams 6 am Körper befestigte Becher durch Werfen mit einem Tischtennisball bestücken; Duell: Tischtennisbälle auf einem Tisch in Löcher pusten                                      | Entscheidung im Stechen                                           |
| 029  | Rolf         | 67/68 | Konfetti aus einer Schüssel pusten und Ketten lösen |                                                                   |
| 028  | Marouane     |       | „Gespenst“ basteln und an Magnet aufhängen |                                                                   |
| 027  | Ubbo         | 36    | Entscheiden, ob Musiktitel Beitrag beim Eurovision Song Contest waren |                                                                   |
| 026  | Stephan      |       | Runde Bierdeckel zu einem Turm in bestimmter Höhe bauen |                                                                   |
| 025  | Ariane       |       | Mit einem zwischen den Beinen hängenden Angelhaken drei Quietscheentchen angeln und in einer Schüssel ablegen                                                                                |                                                                   |
| 024  | Jasmine      |       | Zeitungspapier in einen Feuerkorb werfen | Entscheidung im Stechen                                           |
| 023  | Sascha       |       | Aussagen beurteilen | Entscheidung im Stechen                                           |
| 022  | Martin       | 33    | Mit Pümpeln auf einem Rollbrett fortbewegen und rückwärts einparken |                                                                   |
| 021  | Lars         |       | In einem Bällebad drei Zahlenkarten finden, die in Summe 100 ergeben |                                                                   |
| 020  | Markus       |       | Blind einen klingelnden Wecker finden |                                                                   |
| 019  | Waldemar     | 37    | 1, 2 oder 3 (wobei das die Antwortmöglichkeiten auf die gestellten Fragen sind) | Entscheidung im Stechen                                           |
| 018  | Melanie      |       | Mit einem Atemzug so viele wie möglich von 60 Teelichten ausblasen |                                                                   |
| 017  | Finn         |       | 10 Pizzakartons falten und zusammen mit weiteren einarmig über die Ziellinie tragen |                                                                   |
| 016  | Dennis       | 33    | In Zweierteams ein Kugellabyrinth lösen; Duell: Ballondarts | Entscheidung im Stechen                                           |
| 015  | Andy         |       | Einen pinken Schwamm in einem großen Schaumbad finden |                                                                   |
| 014  | Julian       |       | Fünf Stationen mit einem Staubsauger absaugen |                                                                   |
| 013  | Fossi        |       | Ein dreistöckiges Kartenhaus bauen |                                                                   |
| 012  | Justus       |       | Ein Körbchen basteln und mithilfe von Helium-Ballons aufsteigen lassen |                                                                   |
| 011  | Seref        |       | Mit einem Haken an einer Schwimmbrille drei Plastikhummer aus einem Aquarium angeln |                                                                   |
| 010  | Franz        |       | Einen Ball mit zwei Löffeln durch ein Zaunlabyrinth führen und in ein Rohr fallen lassen |                                                                   |
| 009  | Taskin       | 49    | Eine verschlossene Tür durch den Zeitungsschlitz öffnen |                                                                   |
| 008  | Azize        |       | Lebensmittel am Kaugeräusch erkennen |                                                                   |
| 007  | Sandrina     |       | Mehrere schulbezogene Aufgaben lösen, während man auf einem Bürostuhl fährt |                                                                   |
| 006  | Alexander    |       | Getränkekisten aufeinander stapeln, während man draufsitzt |                                                                   |
| 005  | Lena         |       | Ein kleines Kuchenstück mit dem Mund fangen |                                                                   |
| 004  | Iclal        | 20    | Einen Wohnwagen innerhalb einer Markierung einparken |                                                                   |
| 003  | Jan          |       | Nacheinander Obst auf eine Platte legen, die von einem Ballon in der Luft gehalten wird. Derjenige bei dem die Platte auf den Boden sinkt, scheidet aus                                      |                                                                   |
| 002  | Lisa J.      | 23    | Nacheinander Bauklötze auf einen gemeinsamen Turm legen, bis dieser umfällt |                                                                   |
| 001  | Giusi        | 27    | — | Sieger                                                            |

## Staffel 6
An der sechsten Staffel nahmen erneut 100 Kandidaten teil. Die Ausstrahlung erfolgte freitags in sieben Folgen ab dem 27. Juni 2025. Alle Folgen wurden jeweils eine Woche vor der Fernsehausstrahlung auf der Streamingplattform Joyn veröffentlicht.
| Rang | Name          | Alter | letztplatziert beim Spiel | Bemerkungen                                   |
| ---- | ------------- | ----- | --- | --------------------------------------------- |
| 100  | Marcus        |       | Gewinnerlos in einem Pool mit Luftballons finden |                                               |
| 099  | Frank S.      |       | Tischtennisball mit einer Mülltüte in ein Glas schießen |                                               |
| 098  | Ramié         |       | Quiz mit jeweils zwei Antwortmöglichkeiten pro Frage |                                               |
| 097  | Beatrice      |       | Zwei Stifte mithilfe einer Partytröte von einem Behälter in einen anderen befördern |                                               |
| 096  | Manuela       |       | In Teams Übersetzungen von Songtexten erkennen |                                               |
| 095  | Dagmar        | 53    | Teebeutel in eine Tasse werfen | Partnerin von Ellen                           |
| 094  | Christiane    |       | Blind mit einem Magneten einen Löffel, eine Gabel und ein Messer vom Boden angeln |                                               |
| 093  | Suthin        |       | Eine Rechenaufgabe mit Streichhölzern lösen |                                               |
| 092  | Arleya        |       | Fünf Becher mithilfe eines aufgeblasenen Luftballons im Mund von einem Ort zum anderen transportieren |                                               |
| 091  | Birgit        |       | Konfetti stanzen |                                               |
| 090  | Angelika      |       | One-Hit-Wonder-Quiz |                                               |
| 089  | Ishan         |       | Drei Bälle auf einem Handtuch verschieben, das nur mit den Füßen bewegt werden darf |                                               |
| 088  | Ellen         | 59    | Sechs 20-seitige Würfel aufeinander stapeln | Partnerin von Dagmar                          |
| 087  | Thomas P.     |       | Einen Schlüssel in eine Schale werfen |                                               |
| 086  | Karen         | 36    | In Zweierteams drei gefüllte Flaschen mithilfe eines Eisenrings, der mit einem Seil an zwei Stäben befestigt ist, aufstellen; Duell: alleine drei gefüllte Flaschen aufstellen                                                                                        | Entscheidung im Stechen                       |
| 085  | Andrea        |       | Drei Schweißbänder in vorgegebenen Farben finden |                                               |
| 084  | Viola         |       | Einen Ring um eine ca. drei Meter entfernte Flasche werfen |                                               |
| 083  | Patrick       |       | Eine komplette Klebebandrolle um den eigenen Arm abrollen |                                               |
| 082  | Anja          |       | 13 Magnete auf einem Teller platzieren |                                               |
| 081  | Ralf          |       | Einen 8 Meter langen Wollfaden durch ein Loch in einem Marmeladenglas unterbringen; Zahnstocher als Hilfsmittel |                                               |
| 080  | Kim           |       | Emoji-Filmquiz |                                               |
| 079  | Katja         |       | 99 Sekunden abschätzen |                                               |
| 078  | Philipp K.    |       | Beim Anhören von Kalauern so lange wie möglich einen Tischtennisball auf einem Holzlöffel im Mund halten |                                               |
| 077  | Martina       |       | Mit zwei langen Sushistäben drei Plüsch-Sushi von A nach B bringen | Partnerin von Jens                            |
| 076  | Thies         |       | Genau 999 mal klickern |                                               |
| 075  | Nico          |       | Musik-Quiz: 80er-, 90er- oder 2000er-Song? |                                               |
| 074  | Tanja         |       | Blind mit dem Mund einen Schnuller finden |                                               |
| 073  | Michelle      |       | Das Gewicht eines Dumpers schätzen |                                               |
| 072  | Frank J.      |       | Zweierteamspiel: Reis mithilfe einer Spielkarte im Mund von einem Tisch in die Flasche bringen; Duell: alleine drei Flaschen mit der Karte im Mund mit Reis befüllen                                                                                                  | Entscheidung im Stechen                       |
| 071  | Thomas S.     |       | Den eigenen Namen auf einen gelben Ball schreiben und diesen in einem Bällebad wiederfinden |                                               |
| 070  | Dennis        |       | Mithilfe eines Handtuches einen Flipflop in ein Planschbecken flippen |                                               |
| 069  | Bernd F.      |       | Aus Papier eine Girlande vom Tisch zur Traverse basteln |                                               |
| 068  | Tobias        |       | Musik-Quiz - Hatte die Band ursprünglich 3,4 oder 5 Mitglieder? |                                               |
| 067  | Alessandro    |       | Das Salz aus einer Salzmühle mahlen |                                               |
| 066  | Britta        |       | Einen gelben Schmetterling mithilfe eines Keschers fangen |                                               |
| 065  | Renate        |       | Mit je einem Tischtennisball die 5 Becher an der Bierpong-Wand treffen |                                               |
| 064  | Ulla          |       | Hindernisparcours, bei dem ein Tischtennisball in einem Rohr balanciert werden muss | Entscheidung im Stechen                       |
| 063  | Manuel        |       | Wasser in einem verlängerten Pömpel über eine Strecke balancieren und in einen Glaskolben umfüllen |                                               |
| 062  | Michael       |       | Quiz "Niemand ist perfekt": bestimmen, ob Aussagen wahr oder falsch sind |                                               |
| 061  | Noor          |       | Papierkugel in einen Papierkorb werfen |                                               |
| 060  | Eric          |       | Mit 20 aufgeblasenen Luftballons einen stabilen Turm bauen |                                               |
| 059  | Christa       |       | Tischtennisball mit dem Glasrücken hochwerfen und danach mit dem Glas wieder auffangen |                                               |
| 058  | Jenny R.      | 37    | In Zweierteams so viele Schuhkartons wie möglich vertikal zwischen den beiden Personen stapeln; Duell: alleine Schuhkartons vertikal gegen eine Wand stapeln, bis der Buzzer erreicht werden kann                                                                     |                                               |
| 057  | Stefanie      | 55    | Trillerpfeife aus einem Eisblock auftauen und blasen | identisches Spiel aus den bisherigen Staffeln |
| 056  | Elke          |       | Eine Feder mit einem Blasrohr über die Ziellinie pusten | Aufgabe 21                                    |
| 055  | Clemens       |       | Mit Steckbausteinen einen möglichst hohen Turm bauen |                                               |
| 054  | Maik          |       | Quiz: Schreibt man das genannte Wort mit k oder ck? |                                               |
| 053  | Louisa        |       | Becher auf einer Dose flippen, sodass der Becher sich über die Dose stülpt | Zwillingsschwester von Kim F.                 |
| 052  | David B.      |       | Kartenhaus auf Tablett bauen und zur Zielposition tragen |                                               |
| 051  | Sandra        |       | Reihenfolge gezeigter Perlen einprägen und auffädeln |                                               |
| 050  | Stephanie     |       | Einen Wurfsack durch einen aus Holzklötzen gebauten Rahmen auf einen Tisch werfen |                                               |
| 049  | Beate         |       | Mit Löffel im Mund ein Ei an den Teampartner übergeben |                                               |
| 048  | Carsten       |       | Mit einer Greifzange kleine Kleidungsstücke wie Knopf oder Schnürsenkel aufsammeln und in einen Korb am Rücken werfen |                                               |
| 047  | Natalia-Maria |       | Interpreten zuordnen: national oder international | Identisches Spiel aus Staffel 4, Rang 70      |
| 046  | Lisa          |       | Einen Hut auf einen Kleiderständer werfen |                                               |
| 045  | Niklas        |       | In einem vollen Staubsaugerbeutel einen Ohrring finden |                                               |
| 044  | Luise         | 28    | In Zweierteams am Rücken befestigte Schwämme in ein Gefäß auswringen; Duell: Schwämme, die an den Knien, Ellbogen und am Kopf befestigt sind, in drei Gefäße auswringen                                                                                               |                                               |
| 043  | Henning       |       | Blind ein Gummihuhn in Heuballen finden |                                               |
| 042  | Anastasios    | 55    | Aus Bügelperlen das Sendungslogo stecken |                                               |
| 041  | Cengiz        |       | Mit einem Gummiband ein Stück Toilettenpapier durchtrennen | Partner von Marco                             |
| 040  | Andreas       |       | Erraten, ob eine Erfindung aus Deutschland kommt |                                               |
| 039  | Kim F.        |       | Aus verschiedenen Utensilien ein Auto mit ausströmendem Luftballon als Antrieb basteln und über die Ziellinie fahren lassen | Zwillingsschwester von Louisa                 |
| 038  | Sabrina       | 25    | Tischtennisball über eine wellenförmige Bahn in einen Papierkorb rollen lassen |                                               |
| 037  | David M.      |       | Möglichst hohen Turm aus Papier bauen |                                               |
| 036  | Angelina      | 19    | Songs rückwärts abgespielt erkennen |                                               |
| 035  | Pia P.        | 25    | Schaumstoff-Flugzeug auf einem Tisch landen lassen | Arbeitskollegin von Pia G.                    |
| 034  | Ralph         | 64    | Einen runden Eiswürfel mit einem Tablett balancieren und in einem Glas ablegen |                                               |
| 033  | Fabrizia      | 38    | Einen Tischtennisball in einen 6,60 Meter hohen Regenschirm werfen |                                               |
| 032  | Jenny H.      | 38    | Wasser aus einem Becher in verschieden lange Rinnen kippen, wieder auffangen und am Ende in einen Glaskolben füllen |                                               |
| 031  | Tiba          |       | Mithilfe eines Luftballons einen Tischtennisball auf die Zielscheibe werfen |                                               |
| 030  | Ibrahim       | 52    | Toilettenpapierrollen mit einem zwischen den Beinen eingeklemmten Pümpel transportieren, an seinen Teampartner übergeben und auf einen Ständer ablegen; Duell: jeweils eine Rolle mit dem Pümpel in einen Papierkorb und auf zwei verschiedene Rollenhalter bugsieren |                                               |
| 029  | Julien        |       | Mit Klebezetteln eine Brücke von der Traverse zum Tisch bauen |                                               |
| 028  | Marius T.     |       | Einen Luftballonhund knoten |                                               |
| 027  | Marcel        |       | Musik-Quiz: Platz 1 oder kein Platz 1 in den deutschen Charts? |                                               |
| 026  | Elisa         |       | Papiertüte aufblasen und so laut wie möglich platzen lassen |                                               |
| 025  | Leonhard      | 18    | 4 Ringe auf 4 kleine Türme in einem Aquarium fallen lassen |                                               |
| 024  | Torsten       | 61    | Piñata kaputt schlagen und darin eine kleine Rassel finden | Partner von Kathleen                          |
| 023  | Tony          |       | Pizzaförmiges Rollbrett durch eine ofenförmige Öffnung schieben |                                               |
| 022  | Thalia        |       | Einen Turm aus 5 Plastikflaschen bauen |                                               |
| 021  | Meik          |       | Hemd mit 9 Knöpfen einarmig zuknöpfen |                                               |
| 020  | Jürgen        |       | Herunterfallende Gegenstände auffangen | Entscheidung im Stechen                       |
| 019  | Jens          |       | Kugeln durch ein Rohr rollen und damit 3 Kegel umwerfen | Partner von Martina                           |
| 018  | Kathleen      | 47    | Einen Satz innerhalb von 5 Sekunden in einen Laptop tippen | Partnerin von Torsten                         |
| 017  | Magdalena     |       | Quiz: Rap oder Philosophie? | Entscheidung im Stechen                       |
| 016  | Mona          | 41    | In Zweierteams 16 Ballons mit Dartpfeilen abwerfen; Duell: alleine 8 Ballons mit Dartpfeilen abwerfen |                                               |

## Rezeption

### Einschaltquoten
Der Höchstwert der jeweiligen Kategorie ist grün hinterlegt, der niedrigste Wert ist rot hervorgehoben.
| Staffel | Sendetermin            | Folge ges. | Folge | Datum A       | Zuschauer | Zuschauer       | Marktanteil | Marktanteil     | Quelle        |
| Staffel | Sendetermin            | Folge ges. | Folge | Datum A       | Gesamt    | 14 bis 49 Jahre | Gesamt      | 14 bis 49 Jahre | Quelle        |
| ------- | ---------------------- | ---------- | ----- | ------------- | --------- | --------------- | ----------- | --------------- | ------------- |
| 1       | freitags, 20:15 Uhr    | 1          | 1     | 9. Juli 2021  | 1,36 Mio. | 0,63 Mio.       | 5,9 %       | 11,7 %          | [ 8 ]         |
| 1       | freitags, 20:15 Uhr    | 2          | 2     | 16. Juli 2021 | 0,95 Mio. | 0,48 Mio.       | 4,3 %       | 9,4 %           | [ 9 ]         |
| 1       | freitags, 20:15 Uhr    | 3          | 3     | 30. Juli 2021 | 1,01 Mio. | 0,55 Mio.       | 5,0 %       | 10,9 %          | [ 10 ]        |
| 2       | freitags, 20:15 Uhr    | 4          | 1     | 8. Juli 2022  | 0,93 Mio. | 0,33 Mio.       | 4,2 %       | 7,2 %           | [ 11 ]        |
| 2       | freitags, 20:15 Uhr    | 5          | 2     | 22. Juli 2022 | 1,06 Mio. | 0,46 Mio.       | 5,2 %       | 10,5 %          | [ 12 ]        |
| 2       | freitags, 20:15 Uhr    | 6          | 3     | 29. Juli 2022 | 1,04 Mio. | 0,39 Mio.       | 4,9 %       | 8,7 %           | [ 13 ]        |
| 2       | freitags, 20:15 Uhr    | 7          | 4     | 12. Aug. 2022 | 1,15 Mio. | 0,45 Mio.       | 6,1 %       | 11,1 %          | [ 14 ]        |
| 3       | montags, 20:15 Uhr     | 8          | 1     | 27. Feb. 2023 | 0,94 Mio. | 0,34 Mio.       | 3,6 %       | 5,9 %           | [ 15 ]        |
| 3       | montags, 20:15 Uhr     | 9          | 2     | 6. März 2023  | 0,98 Mio. | —               | —           | 6,2 %           | [ 16 ]        |
| 3       | montags, 20:15 Uhr     | 10         | 3     | 13. März 2023 | 0,96 Mio. | 0,33 Mio.       | —           | 5,7 %           | [ 17 ] [ 18 ] |
| 3       | montags, 20:15 Uhr     | 11         | 4     | 20. März 2023 | 1,03 Mio. | 0,37 Mio.       | 4,1 %       | 6,8 %           | [ 19 ]        |
| 3       | montags, 20:15 Uhr     | 12         | 5     | 27. März 2023 | 1,07 Mio. | 0,38 Mio.       | 4,4 %       | 6,9 %           | [ 20 ]        |
| 4       | montags, 20:15 Uhr     | 13         | 1     | 21. Aug. 2023 | 1,02 Mio. | 0,32 Mio.       | 4,8 %       | 7,6 %           | [ 21 ]        |
| 4       | montags, 20:15 Uhr     | 14         | 2     | 28. Aug. 2023 | 1,03 Mio. | 0,36 Mio.       | 4,5 %       | 7,6 %           | [ 22 ]        |
| 4       | montags, 20:15 Uhr     | 15         | 3     | 4. Sep. 2023  | 0,91 Mio. | 0,27 Mio.       | 4,1 %       | 5,9 %           | [ 23 ] [ 24 ] |
| 4       | montags, 20:15 Uhr     | 16         | 4     | 11. Sep. 2023 | 0,94 Mio. | 0,29 Mio.       | 4,3 %       | 5,8 %           | [ 25 ] [ 26 ] |
| 4       | montags, 20:15 Uhr     | 17         | 5     | 18. Sep. 2023 | 1,17 Mio. | 0,35 Mio.       | 5,2 %       | 7,4 %           | [ 26 ]        |
| 5       | donnerstags, 20:15 Uhr | 18         | 1     | 15. Aug. 2024 | 1,05 Mio. | 0,27 Mio.       | 5,7 %       | 8,2 %           | [ 27 ] [ 28 ] |
| 5       | donnerstags, 20:15 Uhr | 19         | 2     | 22. Aug. 2024 | 0,85 Mio. | 0,29 Mio.       | 5,3 %       | 7,9 %           | [ 29 ]        |
| 5       | donnerstags, 20:15 Uhr | 20         | 3     | 29. Aug. 2024 | 0,86 Mio. | 0,29 Mio.       | 4,4 %       | 7,4 %           | [ 30 ]        |
| 5       | donnerstags, 20:15 Uhr | 21         | 4     | 5. Sep. 2024  | 0,97 Mio. | —               | —           | 8,0 %           | [ 31 ]        |
| 5       | donnerstags, 20:15 Uhr | 22         | 5     | 12. Sep. 2024 | 1,26 Mio. | 0,33 Mio.       | 6,1 %       | 8,1 %           | [ 32 ]        |

### Kritiken
Die Kritiken zur Auftaktsendung fielen gemischt aus. Die hohe Anzahl der Spiele und die persönliche Ansprache bei der Verabschiedung der ausgeschiedenen Kandidaten nehme „das Tempo aus den an sich kurzweilig knappen Spielrunden“. „Fast parodistisch“ wirke stellenweise außerdem das Zusammenspiel der Teilnehmer hinsichtlich des Schonens der älteren Kandidaten vor dem Hintergrund der Konkurrenzsituation und des „überbordend groß[en]“ Kummers am Ende einer Spielrunde.
Die Sendung war in der Kategorie Beste Ausstattung Unterhaltung für den Deutschen Fernsehpreis 2022 nominiert.